# Skip Barber
John "Skip" Barber III (Filadélfia, Pensilvânia, 16 de novembro de 1936) foi um automobilista norte-americano que é mais famoso pela Skip Barber Racing Schools.
Barber participou de 6 Grandes Prêmios de Fórmula 1, entre os anos de 1971 e 1972, sempre pilotando um March 711 Cosworth da equipe Gene Mason Racing, não marcando pontos.

## Resultado

### Fórmula 1
| Ano  | Entrada           | Chassi    | Motor                | 1   | 2   | 3        | 4        | 5   | 6   | 7   | 8   | 9   | 10        | 11       | 12       | Pontos | Posição  |
| ---- | ----------------- | --------- | -------------------- | --- | --- | -------- | -------- | --- | --- | --- | --- | --- | --------- | -------- | -------- | ------ | -------- |
| 1971 | Gene Mason Racing | March 711 | Ford Cosworth DFV V8 | RSA | ESP | MON NQ F | NED NC F | FRA | GBR | GER | AUT | ITA | CAN Ret F | USA NC F |          | 0      | NC       |
| 1972 | Gene Mason Racing | March 711 | Ford Cosworth DFV V8 | ARG | RSA | ESP      | MON      | BEL | FRA | GBR | GER | AUT | ITA       | CAN NC F | USA 16 F | 0      | NC (34º) |